# GoldSrc
GoldSrc (укр. «Золоте джерело») — гральний рушій, розроблений компанією Valve і вперше використаний у відеогрі 1998 року Half-Life.

## Історія розробки

Дерево рушіїв, створених на основі Quake.

В основу рушія GoldSrc покладено ліцензований в id Software код ігрового рушія Quake engine (точніше, його поліпшеної версії, створеної для QuakeWorld).
Використовувати рушій Quake, тоді ще ігровим розробникам-початківцям і засновникам компанії Valve Гейбу Ньюеллу і Майку Харрінгтону, порадив відомий програміст Майкл Абраш, який, як і вони, залишив у той час компанію Microsoft. Примітно, що Абраш допомагав Джону Кармаку з розробкою цього рушія.
| Ліві лапки | «Коли ми сіли і побачили рушій, ми зрозуміли, що для створення грандіозного шутера від першої особи нам не потрібно робити інноваційні розробки в тій галузі, в якій вже багато зроблено Джоном Кармак. Це вкрай важко - одночасно розробляти рушій і збирати надійну команду з нуля »- каже Гейб Ньюелл. | Праві лапки |

Силами Valve була проведена тотальна модифікація технології: рендер (графічний рушій) був доповнений підтримкою Direct3D (спочатку рушій Quake працював тільки з OpenGL), додана скелетна анімація, лицьова міміка, динамічне освітлення. На ранніх скріншотах Half-Life, зроблених ще в період розробки, видно, що рушій активно використовує динамічні тіні від об'єктів — ймовірно, їх підтримка була прибрана з фінальної версії гри, оскільки розробники вирішили, що домашні комп'ютери тих часів ще не готові для таких складних обробок. Пізніше, в GoldSrc також були інтегровані деякі напрацювання id Tech 2 — рушія, який був використаний в Quake 2.
По мірі виходу нових ігор на рушії GoldSource, у нього вводилася підтримка нових функцій. Наприклад, в грі Counter-Strike: Condition Zero (2004 рік) додана підтримка детальних текстур, які, промальовуючись на об'єктах при наближенні до них гравця, створюють відчуття «шорсткості» поверхні об'єкта (з'являються тріщини, щілини тощо) — такі текстури накладаються рушієм поверх звичайних. Також з'явилася підтримка альфа-текстур, які дозволили задавати ступінь прозорості об'єктів.
У грі James Bond 007: Nightfire (2002 рік), в якій використовувалася значно поліпшена силами компанії Gearbox Software версія рушія, крім інших поліпшень, було додано згладжування нерівностей полігонів і значно дороблена лицьова анімація.
Примітно, що і сама компанія Valve, випустивши більш досконалий рушій, Source, продовжує випускати оновлення для своєї лінійки ігор на GoldSrc, як для виправлення дрібних недоліків, так і великі — в 2013 році всі ігри серії Half-Life отримали підтримку Linux і Mac OS X.
Користувацькі модифікації на цьому рушії продовжують створюватися авторами (див. список модифікацій ігор на рушії GoldSrc).

### Походження назви
За місяць до релізу Half-Life рушій все ще не мав офіційної назви, тому комп'ютерні журнали описували його як заснований на «уніфікованої технології Quake».
Ерік Джонсон на поставлене йому в спільноті розробників Valve питання, про виникнення назви GoldSource, відповів так:

### Еволюція
Наступник рушія GoldSource — рушій Source — став головним складником гри Half-Life 2. Нова версія рушія стала підтримувати більшу кількість операційних систем (додалася підтримка Linux і OS X), а також ігрові консолі Xbox, Xbox 360 і PlayStation 3. Структура рушія зазнала багатьох змін, була зроблена нова система лицьової анімації, динамічне освітлення і затінення, створений просунутий фізичний рушій, заснований на рушії Havok. Технологія Source активно доопрацьовується з виходом нових ігор.
У 2015 році було анонсовано новий рушій Valve, Source 2.

## Засоби розробки
Як редактора рівнів самими розробниками використовувався Valve Hammer Editor. Існує також офіційна утиліта Model Viewer, яка дозволяє переглядати ігрові моделі деяких ігор на рушії Half-Life.
Разом з тим, файли, в яких зберігаються ресурси гри, як правило, являють собою ZIP-архіви з зміненим розширенням (.pak) і відкриваються в будь-якому архіваторі. Відкрита архітектура рушія дозволила самим гравцям створити не тільки багато модифікацій, деякі з яких схожі на самостійну гру і лише використовують файли оригінальної гри як базу, але й неофіційні програми для розробки модифікацій до серій ігор Half-Life і Counter-Strike.
Редактори карт, що підтримують рушій GoldSrc: Valve Hammer Editor (Worldcraft), GtkRadiant, Qoole, Tread 3D, QuArK, Sledge Editor.

## Ігри, що використовують GoldSource
Нижче наведено таблицю з переліком ігор на рушії GoldSource. З приходом популярності Half-Life, рушій був використаний у низці проєктів як Valve, так і сторонніх компаній.
| Назва                                           | Дата випуску      | Розробник                                                          | Примітка |
| ----------------------------------------------- | ----------------- | ------------------------------------------------------------------ | --- |
| Half-Life: Day One                              | 2 вересня 1998    | Valve                                                              | Демоверсія Half-Life для постачальників комп'ютерів, яка включає рівні «першого дня», проведеного головним героєм у комплексі Чорна Меза. |
| Half-Life                                       | 8 листопада 1998  | Valve                                                              | Перша гра в серії шутерів Half-Life. |
| Half-Life: Uplink                               | 12 лютого 1999    | Valve                                                              | Публічна демоверсія Half-Life, яка являє собою вирізаний з оригінальної гри рівень. |
| Team Fortress Classic                           | 7 квітня 1999     | Valve                                                              | Багатокористувацький шутер, який спочатку постачався як доповнення до Half-Life. |
| Half-Life: Opposing Force                       | 31 жовтня 1999    | Gearbox Software                                                   | Офіційне самостійне доповнення для Half-Life, яке надає гравцю іншу точку зору на події оригінальної гри. |
| Ricochet                                        | 1 листопада 2000  | Valve                                                              | Багатокористувацький аркадний платформер. |
| Counter-Strike                                  | 8 листопада 2000  | Valve                                                              | Популярний багатокористувацький шутер, що виріс із модифікації для Half-Life. Остання версія лінійки — 1.6. |
| Gunman Chronicles                               | 19 листопада 2000 | Rewolf Software                                                    | Однокористувацький шутер. Перша гра на рушії GoldSrc від сторонньої компанії (не рахуючи Opposing Force). |
| Half-Life: Blue Shift                           | 11 червня 2001    | Gearbox Software                                                   | Друге офіційне доповнення до Half-Life. |
| Deathmatch Classic                              | 11 червня 2001    | Valve                                                              | Багатокористувацький шутер, розроблений групою ентузіастів як модифікація для гри Quake, однак згодом перенесений авторами (вже в складі Valve) на рушій GoldSrc. |
| Half-Life: Decay                                | 11 листопада 2001 | Gearbox Software                                                   | Офіційне доповнення для Half-Life, що вийшло тільки для PlayStation 2 (пізніше група ентузіастів неофіційно портувала гру на ПК). |
| James Bond 007: Nightfire                       | 18 листопада 2002 | Gearbox Software                                                   | Шпигунський бойовик про Джеймса Бонда. Рушій для цієї гри був дуже модифікований. |
| Day of Defeat                                   | 6 травня 2003     | Valve Software                                                     | Багатокористувацький шутер на тематику Другої світової війни; спочатку, як Team Fortress Classic і Counter-Strike, був випущений як аматорська модифікація. |
| Counter-Strike: Condition Zero                  | 23 березня 2004   | Valve, Ritual Entertainment, Gearbox Software, Turtle Rock Studios | Шутер від першої особи, що поєднує в собі як однокористувацький, так багатокористувацький режими. Примітний черговою серйозною модифікацією рушія. |
| Counter-Strike: Condition Zero — Deleted Scenes | 23 березня 2004   | Ritual Entertainment                                               | «Сюжетна» версія Counter-Strike: Condition Zero, яка була спочатку вирізана з оригінальної гри, але потім випущена як самостійна гра і доступна власникам Condition Zero. |
| Counter-Strike (Xbox)                           | 18 листопада 2004 | Valve, Ritual Entertainment, Turtle Rock Studios                   | Окрема гра серії, розроблена спеціально для консолі Xbox. |
| Counter-Strike Neo                              | 2005              | Valve, Namco                                                       | Варіація Counter-Strike, адаптована для японської аудиторії гравців і встановлювана в ігрові автомати. |
| Counter-Strike Online                           | 2008              | Nexon Corporation                                                  | Версія Counter-Strike, адаптована для азійської аудиторії і доступна тільки корейською, японською, китайською мовами. |
| Cry of Fear                                     | 2013              | Team Psykskallar                                                   | Спочатку випущена в 2012 році як модифікація для Half-Life, однак пізніше вийшла у вигляді окремої безплатної гри в Steam. |
| Counter-Strike Nexon: Zombies                   | 2014              | Nexon Corporation                                                  | Розвиток Counter-Strike Online, сфокусоване на темі боротьби з зомбі (проте, гра містить і весь оригінальний контент Counter-Strike Online і контент Counter-Strike 1.6); на відміну від попередниці, призначена не тільки для азійської аудиторії (має переклад на багато мов) і випущена в Steam. |
| Sven Co-op                                      | 22 січня 2016     | Sven Co-op Team                                                    | Спочатку випущена як аматорська багатокористувацька модифікація до Half-Life (1999); у 2013 році Valve надала команді повний доступ до рушія, що дозволило їм змінювати його і згодом випустити модифікацію як самостійну гру.                                                                      |